# Pilizetes curtipilus
Pilizetes curtipilus är en kvalsterart som beskrevs av Balogh 1960. Pilizetes curtipilus ingår i släktet Pilizetes och familjen Galumnidae. Inga underarter finns listade i Catalogue of Life.